# Innotech
Innotech est l'un des trois Centres de ressources technologiques de la région parisienne. C'est une association loi de 1901 pour le transfert de technologies vers les PME et les pays émergents qui a été active de 1983 à 2012.
Son siège était situé à Bobigny en France. 

## Présentation
L'association à but non lucratif Innotech est un Centre de ressources technologiques qui a pour vocation le transfert technologique vers les PME. 
Innotech est aussi impliquée dans le transfert de technologies vers les pays émergents.

### Histoire
Fondée en 1983 par  Supméca et l'Université Paris 13, Innotech a pour vocation  d'aider au développement technologique des petites et moyennes entreprises et appuyer ainsi leurs capacités d'innovation.
Innotech a été labellisé Centre de ressources technologiques depuis 1997.
L’appui aux PMI a été rendu possible grâce aux partenariats avec le Conseil départemental de la Seine-Saint-Denis, la Délégation régionale à la recherche et à la technologie, les Centres Régionaux d'Innovation et de Transfert de Technologie (CRITT) et l'Union Européenne.

## Aide au développement
Les transferts de savoir-faire recherche vers entreprise réalisés par Innotech concernent par
exemple les domaines suivants :
- le management des technologies de l'information,
- la conception assistée par ordinateur en mécanique,
- la sécurité des réseaux informatiques.

Les bénéficiaires de ces actions sont essentiellement situés en Asie du Sud-Est
et en Afrique du Nord : Vietnam, Cambodge, Tunisie, Algérie.
Innotech a formé plusieurs centaines de professionnels depuis sa création.

### Master of IT-management
De 2000 à 2012, Innotech, en partenariat avec les écoles CBAM et ITB de la VCCI, a mis en place une filière de Master en management des systèmes d'information à Hanoï, Ho Chi Minh-Ville et Hai Duong au Vietnam.
Plus de 500 étudiants, pour la plupart directeurs des systèmes d'information de grandes entreprises vietnamiennes, ont participer à cette formation et ont été diplômés,,,,,.

## Transferts de technologie vers les PME
Assurer le transfert recherche vers industrie en mettant à la disposition des PMI d'Île-de-France les ressources pour leur développement technologique. Ce sont par exemple les ressources suivantes :
- des spécialistes en conception de produits industriels. Par exemple, par la participation au projet HEVEA (Handicap : Étude et Valorisation de l'Écologie Auditive) contribuant au réglage des implants cochléaires[9].

- des services de CAO pour des produits innovants
- des services de prototypage rapide en mécanique

Des dizaines de PME bénéficient chaque année de l'appui d'Innotech.